# Lettice Knollys
Laetitia Knollys, mer känd som Lettice Knollys, född 8 november 1543, död 25 december 1634, var grevinna av Essex och Leicester, samt kusinbarn till Elisabet I av England. Hennes mor, Catherine Carey, var dotter till Mary Boleyn, Anne Boleyns syster. Det som gjort henne bekant i historien är dock främst att hon var gift med drottningens gunstling Robert Dudley, 1:e earl av Leicester, och mor till den man som efterträdde Leicester som Elisabets favorit: Robert Devereux, 2:e earl av Essex.

## Uppväxt och första äktenskapet

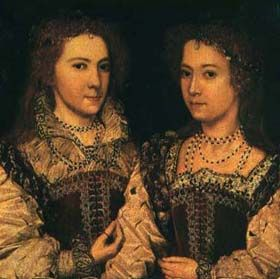
Döttrarna Dorothy och Penelope.

Lettice Knollys växte upp i en familj som befann sig i närheten av tronen. Hennes far, sir Francis Knollys, var en framstående hovman hos Henrik VIII, och hennes mor Catherine Carey var dotter till Mary Boleyn, Anne Boleyns syster, och Lettice var därmed kusinbarn till Elisabet I. Då Mary Boleyn under en tid var älskarinna åt Henrik VIII har det t.o.m. ibland påståtts att Catherine Carey skulle ha varit kungens oäkta dotter, vilket i så fall skulle ha inneburit att Lettice Knolleys och Elisabet I egentligen var ännu närmare släkt.
Lettice föddes i Rotherfield Greys, där man idag kan beskåda hennes föräldrars gravar i den lokala församlingskyrkan. Båda hennes föräldrar hade framstående poster vid hovet, varför detta kom att bli det naturliga navet för familjen Knollys liv och ambitioner. Mycket lite är känt om Lettices utbildning, men de brev av hennes hand som existerar idag visar på att hon antagligen fick en, med den dagens mått mätt, god skolning. Hennes far var puritan, vilket hade orsakat honom svårigheter under Maria I:s regering och till slut till och med tvingat honom i landsflykt, och faderns religiösa läggning bör rimligen ha haft inverkan på Lettices uppfostran och bildning.
Lettice blev tidigt antagen som hovdam åt drottningen, och under denna tidiga period ska Elisabet ha visat henne stor gunst, vilket samtiden tolkade som en favör åt drottningens släkt på mödernet. Som 20-åring gifte hon sig med Walter Devereux, 1:e earl av Essex. Som grevinna av Essex hade Lettice en given plats vid hovet och hon bör vid många tillfällen ha kommit i kontakt med sin blivande make – Robert Dudley, 1:e earl av Leicester, drottning Elisabets främste favorit.
Rykten om att Lettice och Leicester skulle ha en affär började florera redan 1565.
När Lettices man sedan befann sig iväg från hemmet under en längre tid 1573, då han tjänstgjorde som Elisabets ståthållare på Irland, gjorde ryktena gällande att Lettice och Leicester återupptagit sitt förhållande och att de till och med fått barn tillsammans. Påståendena om att Lettice skulle ha fött oäkta barn åt earlen av Leicester har dock avvisats av moderna historiker. Däremot fick Lettice i sitt äktenskap med earlen av Essex tre barn som levde till vuxen ålder; döttrarna Penelope och Dorothy som båda lyckades ställa till skandaler kring sina liv och äktenskap, samt sonen Robert som kom att bli Elisabets sista gunstling. När Essex avled på Irland 1576, sannolikt i någon form av febersjukdom, späddes dock ryktena på med anklagelsen att Leicester skulle ha låtit mörda Essex för att kunna överta hans fru. Moderna historiker sätter dock inte tilltro heller till detta rykte, utan hänför det huvudsakligen till Leicesters impopularitet, som främst berodde på hans ställning som drottningens favorit.

## Andra äktenskapet

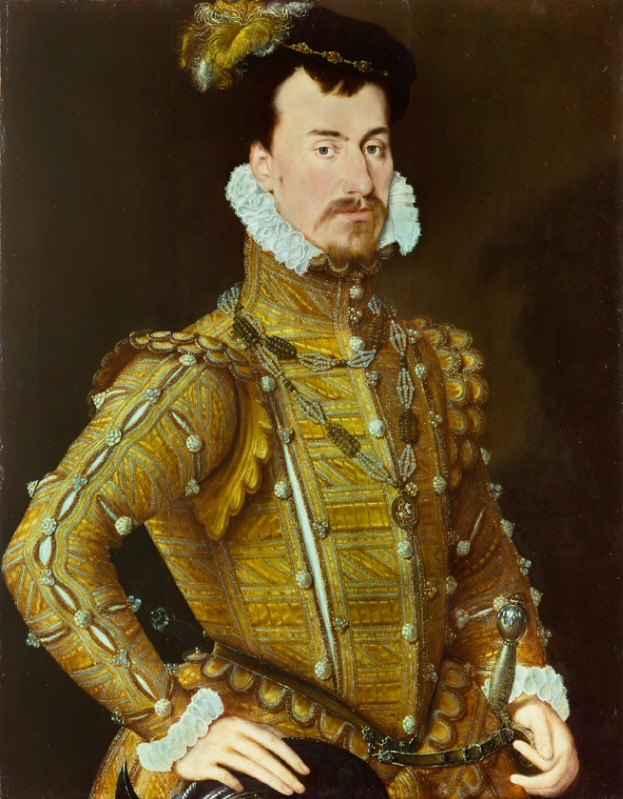
Robert Dudley

1578 gifte sig Lettice med Robert Dudley, 1:e earl av Leicester och blev därmed grevinna av Leicester. Hon var redan gravid när äktenskapet ingicks, men barnet överlevde inte. Äktenskapet hölls i så stor utsträckning som möjligt hemligt, särskilt sökte man dölja det för drottningen. Elisabets relation till Leicester har granskats och beskrivits av många historiker, och slutsatserna har inte varit helt överensstämmande. Man kan dock fastslå att deras förhållande var speciellt och att paret Leicester var rädda för negativa reaktioner från drottningen om hon fick reda på att de ingått äktenskap.
Deras farhågor slog också in. När drottningen, via en utländsk ambassadör, fick reda på att Lettice och Leicester gift sig fick hon ett vredesutbrott och förvisade dem båda från hovet. 
Hon förlät dock snart earlen av Leicester, medan Lettice förblev i onåd. Lettices son, Robert Devereux, 2:e earl av Essex kom senare, när han övertagit platsen som drottningens främste gunstling från sin då döde styvfar, att göra det till ett av sina främsta uppdrag att söka återvinna drottningens gunst åt sin mor. Trots många gräl och envetna påtryckningar på Elisabet lyckades han aldrig med detta, även om han vid ett tillfälle lyckades övertala drottningen att ta emot Lettice vid hovet. Drottningens öknamn för Lettice kom att bestå – ”the She-wolf”, och det finns otaliga källor som pekar på att drottningen for ut mot Lettice vid de tillfällen då någon vågade nämna hennes namn i Elisabets närhet.
I detta andra äktenskap fick Lettice en son, som fick heta Robert efter sin far. Sonen togs emot med stor glädje då varken Leicester eller hans ende då levande bror Ambrose hade några legitima arvingar. Tyvärr avled sonen och arvtagaren redan vid tre års ålder, och några fler barn fick paret inte.
Paret Leicester gjorde stor skandal när han utsågs av drottningen att representera henne i Nederländerna, och därvid utrustade Lettice med ett hov som skulle följa med henne som uppvaktning. Elisabet lät argt meddela att Leicesters hustru fick stanna hemma, och att det enda hovet hon ville veta av var sitt eget.
1588, efter att ha lett drottningens landstyrkor vid Tilbury när den spanska armadan närmade sig, avled Leicester.

## Tredje äktenskapet

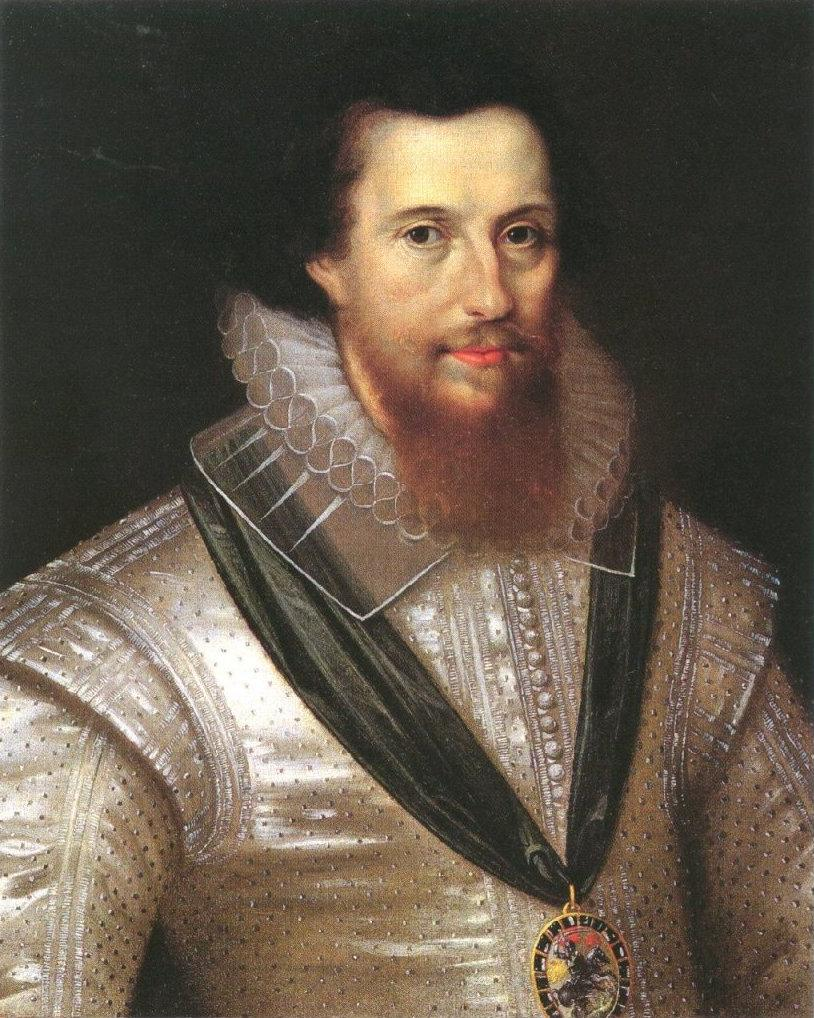
Robert Devereux, 2:e earl av Essex

När earlen av Leicester avled hamnade Lettice i en svår ekonomisk situation. Leicester hade varit skyldig många kreditorer stora summor, och mest av allt hade han stora skulder till drottningen. Elisabet, som var känd för sin ekonomiska läggning, hade inga planer på att låta dödsboet undslippa att betala, varför Lettice arv kom att bli mycket litet.
Lettice gifte inom kort om sig. Om detta berodde på känslor, eller på att hon ville säkra sin ekonomi är osäkert, dock tyder hennes tredje makes ställning, han var hennes jägmästare, på att det tidigare alternativet var fallet. Hennes nya make hette sir Christopher Blount, och var femton år yngre än Lettice. Äktenskapet förefaller ha varit lyckligt.
Lettices sons meteorlika karriär vid hovet var naturligtvis en glädje för hans mor, som dock verkar till viss del ha varit ovillig att dela honom med drottningen. Liksom tidigare med Leicester var det dock drottningen som gick segrande ur striden om männens uppmärksamhet. Essex uppror mot drottningen som ledde till hans fall och avrättning 1601 drabbade Lettice desto hårdare då även hennes make fälldes och avrättades för att ha deltagit i kuppförsöket.
Lettice själv kom att leva ända till 1634 då hon avled vid 91 års ålder. Hon ligger begravd bredvid sin andre make, earlen av Leicester. På graven finns en inskription, författad av hennes barnbarns barn, Gervase Clinton:
There may you see that face that hand, that once was the fairest in the land. She that in her younger years matched with two great English peers. She that did supply the wars, with thunder and the court with stars. She that in her youth had been, darling to the maiden Queen. 'Till she was content to quit, her favour, for her favourite.

## Lettice Knollys inom populärkultur
Lettice Knollys har förekommit i flera av de verk om Tudortid som blivit populära de senaste åren, bl.a. i tv-serierna Elizabeth R där hon spelas av Angela Thorne och
The Virgin Queen där hon spelas av Sienna Guillory.